# Jürgen Oelke
Jürgen Oelke (n. 25 noiembrie 1940, Berlin, Germania Nazistă) este un timonier german, medaliat olimpic. A participat la o ediție a Jocurilor Olimpice (1964) în care a câștigat o medalie de aur.

## Participări
Lista de mai jos prezintă principalele competiții la care a participat Jürgen Oelke de-a lungul carierei.
- rowing at the 1964 Summer Olympics – men's coxed four[*][4]